# Aloïs Charrin
Aloïs Charrin (Lione, 8 settembre 2000) è un ex ciclista su strada ed ex ciclocrossista francese.

## Palmarès

### Strada
- 2019 (Chambéry Cyclisme Formation, una vittoria)

GP de Bourg de Peage
- 2021 (Swiss Racing Academy, una vittoria)

6ª tappa Giro d'Italia Giovani Under 23 (Bonferraro di Sorgà > San Pellegrino Terme)

#### Altri successi
- 2017 (Juniores)

Classifica giovani Oberösterreich Juniorenrundfahrt
- 2021 (Swiss Racing Academy)

Classifica scalatori Ronde de l'Isard

### Cross
- 2017-2018

4ª prova Coppa di Francia, Junior (Flamanville)

## Piazzamenti

### Classiche monumento
- Milano-Sanremo

2023: 165º

### Competizioni mondiali
- Campionati del mondo di ciclocross

Valkenburg 2018 - Junior: 37º
- Campionati del mondo su strada

Innsbruck 2018 - In linea Junior: 7º

### Competizioni europee
- Campionati europei di ciclocross

Tábor 2017 - Junior: 19º
- Campionati europei su strada

Zlín 2018 - In linea Junior: 38º